# Малбашич, Филип
Филип Малбашич (серб. Филип Малбашић; 18 ноября 1992, Белград, СФРЮ) — сербский футболист, полузащитник клуба «Бургос».

## Карьера
Филип — воспитанник футбольного клуба «Раднички» (Белград). В суперлиге Сербии дебютировал в сезоне 2010/11. В июле 2012 года перешёл в немецкий клуб «Хоффенхайм». После того, как стало ясно, что места в основном составе для Малбашича нет, он в 2013 году был отдан в аренду в «Партизан», а в августе 2014 в польскую «Лехию».
В январе 2016 года, так и не сыграв ни одного матча за немецкий клуб, Малбашич подписал контракт с «Войводиной» на 2,5 года. Дебютировал в основе 20 февраля в матче против «Спартака». Первый гол за красно-белых забил 10 марта в ворота клуба «Борац». Матч закончился ничьей 1:1. В сезоне 2016/2017 попал в список 11-ти лучших игроков суперлиги. 22 августа 2017 года перешёл в «Тенерифе», подписав контракт на четыре года.

## Достижения
«Войводина»
- Бронзовый призёр чемпионата Сербии: 2016/17